# SOHO (kantoor)

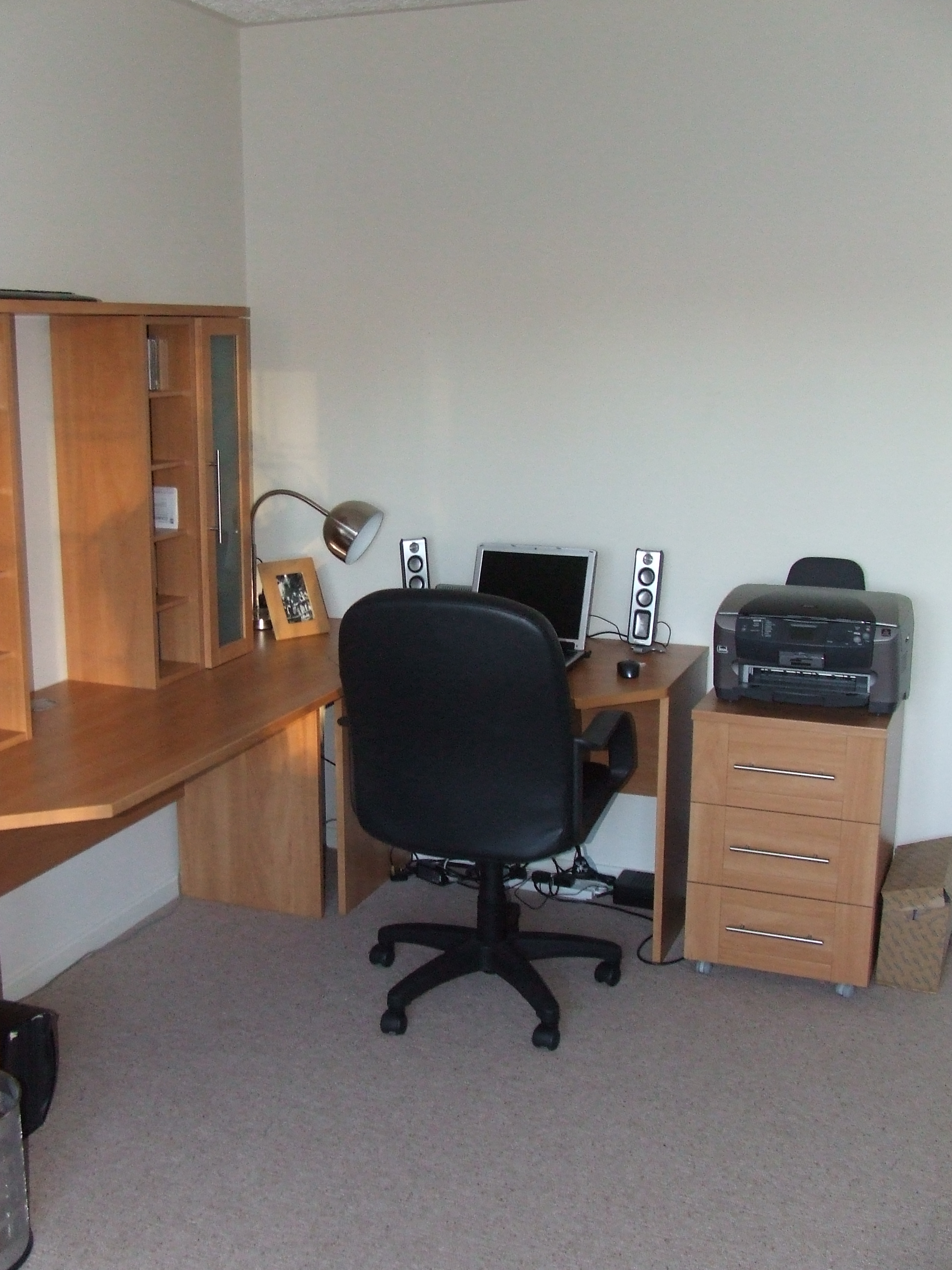
Een thuiskantoor

De afkorting SOHO staat voor de Engelse term Small Office, Home Office. Daarmee wordt een klein kantoor van ongeveer 1 tot 10 mensen of een thuiskantoor bedoeld.
De term SOHO wordt onder andere gebruikt bij apparatuur die tussen kantoorapparatuur en apparatuur voor thuisgebruik zit. Ook zakelijke software die weinig kost wordt onder de noemer SOHO geschaard. De producten die geschikt zijn voor een klein kantoor of thuiskantoor worden over het algemeen ook aan particulieren verkocht.